# العهد القديم
العهد القديم هو القسم الأول من الكتاب المقدس المسيحي، والذي يعتمد بشكل أساسي على 24 سفرًا من الكتاب المقدس العبري، أو التناخ، وهي مجموعة من الأسفار الدينية العبرية القديمة وأحيانًا الآرامية التي كتبها بنو إسرائيل. أما القسم الثاني من الكتاب المقدس المسيحي، فهو العهد الجديد المكتوب باللغة الكوينية اليونانية.
يتكون العهد القديم من العديد من الأسفار المتميزة لمؤلفين مختلفين أُنتجت على مدى قرون. يُقسّم المسيحيون تقليديًا العهد القديم إلى أربعة أقسام: الأسفار الخمسة الأولى أو أسفار موسى الخمسة (التي تتوافق مع التوراة اليهودية)؛ والأسفار التاريخية التي تحكي تاريخ بني إسرائيل، منذ غزوهم لكنعان إلى هزيمتهم ونفيهم في بابل؛ والأسفار الشعرية وأسفار الحكمة التي تتناول بأشكال مختلفة أسئلة الخير والشر في العالم؛ وأسفار الأنبياء الكتابيين التي تحذر من عواقب الابتعاد عن الله. يقول ليستر جراب، وهو مؤرخ لليهودية القديمة، إن العاملين في مجاله الآن "جميعهم من مقلّلون من موثوقية الأسفار التاريخية، فيما يتعلق الأمر بالفترة الأبوية والاستيطان. ... قليلون جدًا من هم على استعداد للأخذ بموثوقيته."
تختلف الأسفار التي يتكون منها العهد القديم القانوني من حيث ترتيبها وأسمائها بين مختلف الطوائف المسيحية. يتكون الكتاب القانوني للكنائس الأرثوذكسية الشرقية والأرثوذكسية المشرقية من نحو 49 سفرًا؛ بينما يتألف القانون الكاثوليكي من 46 سفرًا؛ والقانون البروتستانتي من 39 سفرًا. هناك 39 سفرًا مشتركًا بين جميع الطوائف المسيحية، فهم يتفقون على أسفار التناخ الـ 24، مع بعض الاختلافات في الترتيب، كما توجد بعض الاختلافات في النص. تختلف أعداد الأسفار بسبب تقسيم بعضها إلى أسفار منفصلة في الكتب المقدسة المسيحية. وتسمى أحيانًا الأسفار التي هي جزء من العهد القديم المسيحي، ولكنها ليست جزءًا من الكتاب القانوني العبري بالأسفار القانونية الثانية. بشكل عام، تضم الكنائس الكاثوليكية والأرثوذكسية هذه الأسفار إلى العهد القديم، بينما يهمل معظم البروتستانت الأسفار القانونية الثانية في قانونهم، ولكن ضمت بعض إصدارات الكتاب المقدس الأنجليكانية واللوثرية هذه الأسفار في قسم منفصل يسمى الأبوكريفا. استُمدّت هذه الأسفار من الترجمة السبعينية اليونانية القديمة للكتب المقدسة العبرية ذات الأصل اليهودي، والتي وُجد بعضها أيضًا في مخطوطات البحر الميت.

## المحتوى
يحتوي العهد القديم على 39 سفرًا (عند البروتستانت) أو 46 سفرًا (عند الكاثوليك) أو أكثر (عند الأرثوذكس وغيرهم)، مقسمة، بشكل واسع جدًا، إلى أسفار موسى الخمسة (التوراة)، والأسفار التاريخية، وأسفار الحكمة والأنبياء.
يستخدم الجدول أدناه التهجئة والأسماء الموجودة في الطبعات الحديثة للكتاب المقدس المسيحي، مثل النسخة الكاثوليكية الأمريكية الجديدة المنقحة للكتاب المقدس والنسخة البروتستانتية المنقحة القياسية والنسخة الإنجليزية القياسية. تختلف التهجئة والأسماء في كل من نسخ العهد القديم لدواي 1609-F10 (وفي العهد الجديد لريمز عام 1582م) ومراجعة الأسقف تشالونر عام 1749م. تختلف النسخة السبعينية عن التهجئة والأسماء المستخدمة في الطبعات الحديثة والمشتقة من النص الماسوري العبري. بالنسبة للكتاب القانوني الأرثوذكسي، ستضاف العناوين السبعينية بين قوسين عندما تختلف عن تلك الطبعات. بالنسبة للكتاب القانوني الكاثوليكي، ستضاف عناوين نسخة دواي بين قوسين عندما تختلف عن تلك الطبعات. وبالمثل، تشير نسخة الملك جيمس إلى بعض هذه الأسفار بالتهجئة التقليدية عند الإشارة إليها في العهد الجديد، مثل "Esaias" (لإشعياء).
انطلاقًا من روح المسكونية، استخدمت الترجمات الكاثوليكية الأحدث نفس التهجئة والأسماء "الموحدة" (نسخة الملك جيمس) مثل النسخ المقدسة البروتستانتية في تلك الكتب التي تعتبر قانونية عالميًا. تُعطي رسالة الباب الأخير [الإنجليزية] في التلمود ترتيبًا مختلفًا للأسفار في نيفيئيم وكيتوفيم.
غالبًا ما تسمى الأسفار المتنازع عليها، المدرجة في معظم الكتب القانونية دون غيرها، بأبوكريفا الكتاب المقدس، وهو مصطلح يستخدم أحيانًا على وجه التحديد لوصف الأسفار الموجودة في الكتب القانونية الكاثوليكية والأرثوذكسية الغائبة عن النص الماسوري اليهودي ومعظم الكتب البروتستانتية الحديثة. يصف قانون ترينت [الإنجليزية] الكاثوليكي، هذه الأسفار بالأسفار القانونية الثانية، بينما يستخدم المسيحيون الأرثوذكس اليونانيون، بعد سينودس القدس سنة 1672م [الإنجليزية] الاسم التقليدي «anagignoskomena»، والذي يعني "ما يجب قراءته". تتواجد الأسفار القانونية الثانية في عدد قليل من الإصدارات البروتستانتية التاريخية؛ وقد تضمّن الكتاب المقدس اللوثري [الإنجليزية] الألماني هذه الأسفار، كما ضمتها نسخة الملك جيمس الإنجليزية سنة 1611م.
تشير خلايا الجدول الفارغة إلى أن السفر غير موجود في هذا الكتاب القانوني.
| العهد القديمالبروتستانتي(39 سفر)    | العهد القديمالكاثوليكي(46 سفر)             | العهد القديمالأرثوذكسي(49 سفر)             | الكتاب العبري(التناخ)(24 سفر) | اللغة الأصلية      |
| ----------------------------------- | ------------------------------------------ | ------------------------------------------ | ----------------------------- | ------------------ |
| أسفار موسى الخمسة                   | أسفار موسى الخمسة                          | أسفار موسى الخمسة                          | التوراة (الشريعة)             |                    |
| التكوين                             | التكوين                                    | التكوين                                    | بريشيت                        | العبرية            |
| الخروج                              | الخروج                                     | الخروج                                     | شيموت                         | العبرية            |
| اللاويين                            | اللاويين                                   | اللاويين                                   | فايكرا                        | العبرية            |
| العدد                               | العدد                                      | العدد                                      | باميدبار                      | العبرية            |
| التثنية                             | التثنية                                    | التثنية                                    | ديفاريم                       | العبرية            |
| الأسفار التاريخية                   | الأسفار التاريخية                          | الأسفار التاريخية                          | نيفيئيم (الأنبياء)            |                    |
| يشوع                                | يشوع (يوشع)                                | يشوع (إيسوس)                               | يهوشع                         | العبرية            |
| القضاة                              | القضاة                                     | القضاة                                     | شوفتيم                        | العبرية            |
| راعوث                               | راعوث                                      | راعوث                                      | روث (راعوث)                   | العبرية            |
| صموئيل الأول                        | صموئيل الأول (الملوك الأول)                | صموئيل الأول (الممالك الأول)               | شموئيل                        | العبرية            |
| صموئيل الثاني                       | صموئيل الثاني (الملوك الثاني)              | صموئيل الثاني (الممالك الثاني)             | شموئيل                        | العبرية            |
| الملوك الأول                        | الملوك الأول (الملوك الثالث)               | الملوك الأول (الممالك الثالث)              | ميلاخيم                       | العبرية            |
| الملوك الثاني                       | الملوك الثاني (الملوك الرابع)              | الملوك الثاني (الممالك الرابع)             | ميلاخيم                       | العبرية            |
| أخبار الأيام الأول                  | أخبار الأيام الأول (باراليبومينون الأول)   | أخبار الأيام الأول (باراليبومينون الأول)   | ديفري هاياميم (أخبار الأيام)  | العبرية            |
| أخبار الأيام الثاني                 | أخبار الأيام الثاني (باراليبومينون الثاني) | أخبار الأيام الثاني (باراليبومينون الثاني) | ديفري هاياميم (أخبار الأيام)  | العبرية            |
|                                     |                                            | إسدراس الأول                               |                               | اليونانية          |
| عزرا                                | عزرا (إسدراس الأول)                        | عزرا (إسدراس الثاني)                       | عزرا-نحميا                    | العبرية والآرامية  |
| نحميا                               | نحميا (إسدراس الثاني)                      | نحميا (إسدراس الثاني)                      | عزرا-نحميا                    | العبرية            |
|                                     | طوبيا (طوباس)                              | طوبيا                                      |                               | الآرامية والعبرية  |
| يهوديت                              | يهوديت                                     | العبرية                                    |                               |                    |
| إستير                               | إستير                                      | إستير                                      | إستير                         | العبرية            |
|                                     | المكابيين الأول (المخابيين الأول)          | المكابيين الأول                            |                               | العبرية واليونانية |
| المكابيين الثاني (المخابيين الثاني) | المكابيين الثاني                           | اليونانية                                  |                               |                    |
|                                     | المكابيين الثالث                           | اليونانية                                  |                               |                    |
| إسدراس الثاني                       | اليونانية                                  |                                            |                               |                    |
| المكابيين الرابع                    | اليونانية                                  |                                            |                               |                    |
| أسفار الحكمة                        | أسفار الحكمة                               | أسفار الحكمة                               | كيتوفيم (الكتابات)            |                    |
| أيوب                                | أيوب                                       | أيوب                                       | إيوف (أيوب)                   | العبرية            |
| المزامير                            | المزامير                                   | المزامير                                   | تيهيليم (المزامير)            | العبرية            |
|                                     |                                            | صلاة منسى                                  |                               | اليونانية          |
| الأمثال                             | الأمثال                                    | الأمثال                                    | ميشيلي (الأمثال)              | العبرية            |
| الجامعة                             | الجامعة                                    | الجامعة                                    | قوهيليت (الجامعة)             | العبرية            |
| نشيد سليمان                         | نشيد الإنشاد (ترنيمة الترانيم)             | نشيد الإنشاد (أغنية الأغاني)               | شير هاشيريم (أغنية الأغاني)   | العبرية            |
|                                     | الحكمة                                     | الحكمة                                     |                               | اليونانية          |
| ابن سيراخ (السفر الكُنسي)            | ابن سيراخ                                  | العبرية                                    |                               |                    |
| الأنبياء الكبار                     | الأنبياء الكبار                            | الأنبياء الكبار                            | نيفيئيم (الأنبياء المتأخرون)  |                    |
| إشعيا                               | إشعيا (إسايس)                              | إشعيا                                      | يشايهوه                       | العبرية            |
| إرميا                               | إرميا (إرمياس)                             | إرميا                                      | يرميهوه                       | العبرية            |
| مراثي إرميا                         | مراثي إرميا                                | مراثي إرميا                                | إيخاه (مراثي إرميا)           | العبرية            |
|                                     | باروخ                                      | باروخ                                      |                               | العبرية            |
| رسالة إرميا                         | باروخ                                      | اليونانية (رأي الأغلبية)                   |                               |                    |
| حزقيال                              | حزقيال (حزخئيل)                            | حزقيال                                     | يخزاقيل                       | العبرية            |
| دانيال                              | دانيال                                     | دانيال                                     | دانييل (دانيال)               | الآرامية والعبرية  |
| الأنبياء الصغار الاثنا عشر          |                                            |                                            |                               |                    |
| هوشع                                | هوشع (أوسي)                                | هوشع                                       | الاثنا عشرأوتراي أسار         | العبرية            |
| يوئيل                               | يوئيل                                      | يوئيل                                      | الاثنا عشرأوتراي أسار         | العبرية            |
| عاموس                               | عاموس                                      | عاموس                                      | الاثنا عشرأوتراي أسار         | العبرية            |
| عوبديا                              | عوبديا (عبدياس)                            | عوبديا                                     | الاثنا عشرأوتراي أسار         | العبرية            |
| يونان                               | يونان (يوناس)                              | يونان                                      | الاثنا عشرأوتراي أسار         | العبرية            |
| ميخا                                | ميخا (ميخائيس)                             | ميخا                                       | الاثنا عشرأوتراي أسار         | العبرية            |
| ناحوم                               | ناحوم                                      | ناحوم                                      | الاثنا عشرأوتراي أسار         | العبرية            |
| حبقوق                               | حبقوق                                      | حبقوق                                      | الاثنا عشرأوتراي أسار         | العبرية            |
| صفنيا                               | صفنيا (صوفونياس)                           | صفنيا                                      | الاثنا عشرأوتراي أسار         | العبرية            |
| حجي                                 | حجي (أجايوس)                               | حجي                                        | الاثنا عشرأوتراي أسار         | العبرية            |
| زكريا                               | زكريا (زكرياس)                             | زكريا                                      | الاثنا عشرأوتراي أسار         | العبرية            |
| ملاخي                               | ملاخي (ملاخياس)                            | ملاخي                                      | الاثنا عشرأوتراي أسار         | العربية            |

العديد من الأسفار في الكتاب القانوني الأرثوذكسي الشرقي تتواجد كملحق في الفولغاتا، التي كانت النسخة الرسمية سابقًا للكتاب المقدس عند الكنيسة الرومانية الكاثوليكية.
| الأسفار في ملحق الفولغاتا              |                              |
| الاسم في الفولغاتا                     | الاسم عند الأرثوذكس الشرقيين |
| إسدراس الثالث                          | إسدراس الأول                 |
| إسدراس الرابع                          | إسدراس الثاني                |
| صلاة منسى                              | صلاة منسى                    |
| مزمور داود عندما رأى جالوت (مزمور 151) | مزمور 151                    |

## تاريخية العهد القديم

### الدراسات القديمة
يُعتقد أن بعض قصص أسفار موسى الخمسة قد تكون مستمدة من مصادر أقدم. يشير كاتب العلوم الأمريكي هومر سميث إلى أوجه التشابه بين رواية الخلق في سفر التكوين وتلك الموجودة في ملحمة جلجامش السومرية، مثل تحديد خلق الإنسان الأول (آدم/إنكيدو) في جنة عدن، وشجرة المعرفة، وشجرة الحياة والثعبان المُخادع. وأشار علماء مثل أندرو جورج إلى التشابه بين قصة طوفان سفر التكوين وأسطورة طوفان جلجامش. كما لاحظ المحلل النفسي أوتو رانك سنة 1909م أوجه التشابه بين أصل قصة موسى وقصة سرجون الأكدي، التي أشاعها كتاب القرن العشرين الميلادي، مثل هربرت جورج ويلز وجوزيف كامبل. كتب جاكوب برونوفسكي قائلًا: «الكتاب المقدس هو ... جزء من الفولكلور وجزء تدوين. التاريخ ... يكتبه المنتصرون، وبنو إسرائيل حين اقتحموا [ أريحا (ق. 1400 ق.م.)]، أصبحوا حملة التاريخ.»

### الدراسات الحديثة
في عام 2007، أوضح مؤرخ اليهودية القديمة ليستر جراب أن علماء الكتاب المقدس الأوائل مثل يوليوس فلهاوزن يمكن وصفهم بالمتطرفين، حيث قبلوا تاريخية نص الكتاب المقدس ما لم يكن هناك ما يدحضه. واستمرارًا لهذا النهج، قبلوا كل من تاريخية "تاريخ الآباء" و"الغزو الموحد للأرض" على نطاق واسع في الولايات المتحدة حتى السبعينيات تقريبًا. على النقيض من ذلك، يقول غراب إن العاملين في هذا المجال الآن "جميعهم من المُقلّلين من تاريخية النص، خاصة الخاص بالفترة الأبوية والاستيطان. ... قليلون جدًا هم على استعداد للعمل بأسلوب المتطرفين".

## التأليف
وصلت الأسفار الخمسة الأولى – التكوين، والخروج، واللاويين، والعدد، والتثنية – إلى شكلها الحالي في الفترة الفارسية (538-332 ق.م.)، وكان مؤلفوها هم نخبة العائدين من السبي الذين سيطروا على الهيكل في ذلك الوقت. تروي أسفار يشوع والقضاة وصموئيل والملوك تاريخ إسرائيل من غزو كنعان إلى حصار القدس سنة 587 ق.م.. هناك إجماع واسع بين العلماء على أن هذه الأعمال نشأت كعمل واحد (باسم "التاريخ التثنوي") أثناء السبي البابلي في القرن السادس قبل الميلاد.
يغطي سفرا أخبار الأيام نفس المادة تقريبًا التي يغطيها أسفار موسى الخمسة والتاريخ التثنوي، ويُعتقد أن تاريخه ربما يعود إلى القرن الرابع قبل الميلاد. كما يُعتقد أن أسفار أخبار الأيام وعزرا-نحميا ربما اكتملت خلال القرن الثالث قبل الميلاد. يحتوي العهد القديم الكاثوليكي والأرثوذكسي على سفرين (في العهد القديم الكاثوليكي) إلى أربعة أسفار (في العهد القديم الأرثوذكسي) للمكابيين، مكتوبة في القرنين الثاني والأول قبل الميلاد.
تشكل أسفار التاريخ تلك حوالي نصف المحتوى الإجمالي للعهد القديم. من بين بقية المحتوى، فقد كُتبت أسفار الأنبياء المختلفين – إشعياء، وإرميا، وحزقيال، والأنبياء الصغار الاثني عشر – بين القرنين الثامن والسادس قبل الميلاد، باستثناء سفري يونان ودانيال اللذين كُتبا بعد ذلك بكثير. أما أسفار الحكمة - أيوب، والأمثال، والجامعة، والمزامير، ونشيد الأنشاد -، فلها تواريخ كتابة مختلفة. ربما اكتمل سفر الأمثال في العصر الهلنستي، رغم احتوائه على بعض المواد الأقدم بكثير أيضًا؛ واكتمل سفر أيوب بحلول القرن السادس قبل الميلاد؛ وسفر الجامعة بحلول القرن الثالث قبل الميلاد.

## المواضيع
في العهد القديم، يُصوَّر الإله باستمرار على أنه هو الذي خلق العالم. على الرغم من أن إله العهد القديم لا يتم تقديمه باستمرار على أنه الإله الوحيد الموجود، إلا أنه يتم تصويره دائمًا على أنه الإله الوحيد الذي يجب على إسرائيل أن يعبدوه، أو "الإله الحقيقي" الوحيد، الذي هو وحده القادر على كل شيء. يؤكد العهد القديم على العلاقة الخاصة بين الله وشعبه المختار، إسرائيل، كما تضمّن أيضًا تعليمات لمعتنقي اليهودية. عبّر العهد القديم عن تلك العلاقة في العهد الكتابي (العقد) بين الاثنين الذي كان وسيطه موسى. كانت قوانين الشريعة في الأسفار مثل سفر الخروج وخاصة سفر التثنية هي شروط العقد: أن تُقسم إسرائيل على الولاء لله، ويُقسم الله أن يكون الحامي والداعم الخاص لإسرائيل. ومع ذلك، يُنكر علماء الكتاب العبري أن تكون كلمة "بريت" العبرية (التي تُرجمت إلى "عهد") تعني "العقد"؛ ففي الشرق الأدنى القديم، كان القسم يُؤدى أمام الآلهة، الذين سيدفعون الطرفان إلى تنفيذه. ولما كان الله جزء من الاتفاق، وليس مجرد شاهد عليه، فإن علماء الكتاب العبري يفسرون المصطلح على أنه يشير إلى التعهد.
تشمل المواضيع الأخرى في العهد القديم الخلاص والفداء [الإنجليزية]، والدينونة الإلهية [الإنجليزية]، والطاعة والعصيان، والإيمان والإخلاص، وغيرها. هناك تأكيد قوي في كل مكان على الأخلاق والطهارة الطقسية [الإنجليزية]، اللذين يأمر بهما الله، على الرغم من أن بعض الأنبياء وكتاب أسفار الحكمة يبدو أنهم يتسائلون حول ذلك، بحجة أن الله يجعل بالعدالة الاجتماعية فوق الطهارة، وربما لا يهتم حتى بالطهارة على الإطلاق. يأمر القانون الأخلاقي للعهد القديم بالإنصاف، والتدخل لصالح الضعفاء، والتوجُّب على من هم في السلطة أن يقيموا العدل. ويحرّم هذا القانون القتل والرشوة والفساد والغش التجاري والعديد من المخالفات الجنسية. وتنسب كل الأخلاق إلى الله الذي هو مصدر كل خير. كما تلعب معضلة الشر دورًا كبيرًا في العهد القديم. واجه مؤلفو العهد القديم مشكلة في كون الإله الصالح لا بد أن يكون لديه سبب وجيه لجلب الكارثة (على وجه الخصوص، وليس فقط، السبي البابلي) إلى شعبه. عُرض هذا الموضوع، مع العديد من الاختلافات، في أسفار مختلفة مثل أسفار الملوك وأخبار الأيام، وأسفار الأنبياء مثل حزقيال وإرميا، وفي أسفار الحكمة مثل أيوب والجامعة.

## التكوين

مخطط يوضّح العلاقة المتبادلة بين العديد من المخطوطات القديمة الهامة للعهد القديم، بحسب الموسوعة الكتابية (1903). بعض المخطوطات مذكورة في المخطط باختصاراتها. يُشار إلى الترجمة السبعينية الأصلية بالرمز XXL.

كانت العملية التي تحولت بها النصوص إلى أسفار قانونية ومقدسة عملية طويلة، وتعقيداتها تفسر وجود العديد من نسخ العهد القديم المختلفة الموجودة اليوم.
يعرّف تيموثي ليم، أستاذ الكتاب المقدس العبري ويهودية الهيكل الثاني في جامعة إدنبرة، العهد القديم بأنه «مجموعة من النصوص الموثوقة ذات الأصل الإلهي على ما يبدو والتي مرت بعملية بشرية من الكتابة والتحرير.» ويذكر أنه ليس كتابًا سحريًا، ولم يكتبه الله حرفيًا، ونُقل إلى البشر. بحلول القرن الخامس قبل الميلاد تقريبًا، رأى اليهود أن أسفار التوراة الخمسة (أسفار العهد القديم الخمسة) تتمتع بمكانة موثوقة؛ بحلول القرن الثاني قبل الميلاد، حظيت أسفار الأنبياء بمكانة مماثلة، على الرغم من عدم تمتعها بنفس القدر من التقديس الذي تتمتع به التوراة؛ بعيدًا عن ذلك، كانت النصوص المقدسة اليهودية متنوعة، حيث تختلف نظرة مجموعات مختلفة حول موثوقية أسفار مختلفة.

### اليونانية
بدأت ترجمة النصوص العبرية إلى اليونانية في الإسكندرية حوالي سنة 280 ق.ن. واستمرت حتى حوالي عام 130 ق.م. يُعتقد أن هذه الترجمات اليونانية المبكرة كانت بتكليف من بطليموس الثاني، وسُميت بالترجمة السبعينية نظرًا للعدد المفترض للمترجمين المشاركين في ترجمتها (يُرمز لها اختصارًا "LXX"). لا زالت الترجمة السبعينية أساس العهد القديم في الكنيسة الأرثوذكسية الشرقية. تختلف الترجمة السبعينية في مواضع كثيرة عن النص الماسوري، وتتضمن العديد من الأسفار التي لم تعد تعتبر قانونية في بعض الطوائف مثل: إسدراس الأول والثاني، ويهوديت، وطوبيا، والمكابيين الثالث والرابع، والحكمة، ابن سيراخ، وباروخ. عادةً ما يفسر علماء النقد الكتابي الحديث الأوائل هذه الاختلافات على أنها كانت إفساد متعمد أو عن جهل من قبل علماء الإسكندرية، لكن أحدث الأبحاث ترى ببساطة أن الترجمة اعتمدت على نصوص مصدرية قديمة تختلف عن تلك التي استخدمها الماسوريون لاحقًا في عملهم.
استُخدمت الترجمة السبعينية في الأصل من قبل اليهود الهيلينيين الذين كانت معرفتهم باليونانية أفضل من العبرية. ومع ذلك، أصبحت النصوص تستخدم في الغالب من قبل غير اليهود الذين تحولوا إلى المسيحية، ومن قبل الكنيسة الأولى كنصوص مقدسة، حيث كانت اللغة اليونانية هي لغة التواصل المشترك في الكنيسة الأولى. كان هناك ترجمات قديمة شهيرة لكل من أكيلا السينوبي [الإنجليزية]، وسيماخوس الإبيوني، وثيودوتيون [الإنجليزية]؛ وضع أوريجانوس في كتابه «Hexapla» نسخته من النص العبري بجانب نسخة منها بالحروف اليونانية وترجمات أكيلا، وسيماخوس، والسبعينية، وثيودوتيون في ستة أعمدة متوازية للمقارنة بين تلك النسخ.
في سنة 331م، كلّف قسطنطين الأول يوسابيوس القيصري بتسليم خمسين كتابًا مقدسًا [الإنجليزية] إلى كنيسة القسطنطينية. وقد ذكر أثناسيوس أن كتبة سكندريين عددهم حوالي 340 كاتبًا أعدّوا كُتُبًا مقدسةً لقنسطنس. ولا يُعرف عن ذلك سوى القليل، على الرغم من وجود الكثير من الفرضيات. فمثلًا، يُعتقد أن هذا الطلب قد يكون حافزًا لإعداد قوائم الأسفار القانونية، وأن المخطوطة الفاتيكانية والمخطوطة السينائية هما مثالان على هذه الكتب المقدسة. تعتبر هذه الكتب، بالإضافة إلى الترجمة السريانية البسيطة والمخطوطة الإسكندرانية، أقدم الكتب المقدسة المسيحية الموجودة. لا يوجد أي دليل في قوانين مجمع نيقية الأول على تحديد للكتب القانونية. ومع ذلك، زعم جيروم في مقدمته إلى لسفر يهوديت، أن سفر يهوديت قرر مجمع نيقية احتسابه عند عدّهم للكتب المقدسة.

### اللاتينية
في المسيحية الغربية أو مسيحية النصف الغربي من الإمبراطورية الرومانية، حلّت اللاتينية محل اليونانية باعتبارها لغة التواصل المشترك بين المسيحيين الأوائل. وفي سنة 382م، كلف البابا داماسوس الأول جيروم، الذي كان عالمًا بارزًا وقتئذ، بإنتاج نسخة محدثة من الكتاب المقدس باللاتينية لتحل محل نسخة فيتس لاتينا، والتي كانت ترجمة لاتينية للترجمة السبعينية. سُمّيت النسخة اللاتينية التي أعدها جيروم بالفولغاتا، وترجمها مباشرة من العبرية، حيث زعم بأفضلية النصوص العبرية لاستخدامها في تصحيح الترجمة السبعينية بخلفيات فقهية ولاهوتية. أصبحت نسخة العهد القديم في الفولغاتا هي النسخة القياسية المستخدمة في الكنيسة الغربية، بينما استمرت الكنائس الشرقية في استخدام الترجمة السبعينية.
وصف جيروم في مقدمة الفولغاتا، بعض أجزاء من أسفار الترجمة السبعينية بأنها غير الموجودة في الكتاب العبري، وأنها غير قانونية، وأطلق عليها اسم الأبوكريفا؛ وخصّ جيروم سفر باروخ بالاسم في مقدمته لسفر إرميا، حيث أشار إلى أنه لم يُقرأ ولم يُحفظ عند العبرانيين، لكنه لا يسميه صراحة أبوكريفا أو أنه "ليس قانوني". ربما كان مجمع هيبو [الإنجليزية] سنة 393م، الذي تلاه مجمع قرطاج سنة 397م [الإنجليزية] ومجمع قرطاج سنة 419م [الإنجليزية]، المجمع الأول الذي قبل صراحة إدراج الأسفار التي لم تظهر في الكتاب العبري إلى القائمة القانونية. كانت تلك المجامع تحت تأثير كبير من قبل أوغسطينوس، الذي اعتبر القانون ثابت وغير قابل للتعديل بالفعل.

### الكتاب القانوني البروتستانتي
في القرن السادس عشر الميلادي، انحاز الإصلاحيون البروتستانت إلى جانب جيروم؛ ومع ذلك، على الرغم من أن معظم الكتب المقدسة البروتستانتية تحتوي الآن فقط على تلك الأسفار التي تظهر في الكتاب المقدس العبري، إلا أن ترتيبها هو نفس ترتيب الكتاب المقدس اليوناني. اعتمدت روما بعدئذ رسميًا قانون ترينت [الإنجليزية]، الذي يُنظر إليه على أنه يتبع مجامع أوغسطينوس القرطاجية أو مجمع روما [الإنجليزية]، وتضمّن معظم، وليس كل، الترجمة السبعينية (استبعد سفر عزرا الثالث وسفري المكابيين الثالث والرابع)؛ واعتمد الأنجليكانيون بعد الحرب الأهلية الإنجليزية موقفًا وسطًا، حيث استعادوا المقالات الـ 39 [الإنجليزية] واحتفظوا بالأسفار الإضافية التي استبعدها إقرار إيمان وستمنستر [الإنجليزية]، سواء للدراسة الخاصة أو للقراءة في الكنائس، وليس لتأسيس أي عقيدة، بينما احتفظ بها اللوثريون للدراسة الخاصة، وجمعوها في ملحق كأبوكريفا.

### النسخ الأخرى
على الرغم من أن النسخ العبرية واليونانية واللاتينية للكتاب العبري هي أشهر نسخ العهد القديم، إلا أنه كان هناك نسخ أخرى. في الوقت ذاته الذي ترجمت فيه الترجمة السبعينية، كانت هناك ترجمات إلى الآرامية، لغة اليهود الذين يعيشون في فلسطين والشرق الأدنى ومن المحتمل أن تكون لغة يسوع، وتُسمى هذه الترجمات الآرامية بالترجوم والتي تعني "ترجمة"، واستخدمتها التجمعات اليهودية لمساعدتهم على فهم كتبهم المقدسة. كانت هناك أيضًا ترجمة سريانية للكتاب العبري تسمى بشيطا، بالإضافة إلى نسخ بالقبطية (لغة مصر في القرون المسيحية الأولى، المنحدرة من اللغة المصرية القديمة)، والجعزية (للاستخدام في الكنيسة الحبشية) أحد أقدم الكنائس المسيحية)، والأرمنية (حيث كانت أرمينيا أول من اعتمد المسيحية لتكون ديانتها الرسمية)، والعربية.

## اللاهوت المسيحي
تقوم المسيحية على الاعتقاد بأن يسوع التاريخي هو أيضًا المسيح، كما في اعتراف بطرس. ويستند هذا الاعتقاد بدوره على الفهم اليهودي لمعنى المصطلح العبري المسيح، والذي يعني "الممسوح". في النصوص العبرية، وُصف ملك بالممسوح بالزيت عند اعتلائه العرش: أصبح "ممسوح الرب" أو ممسوح يهوه. بحلول زمن المسيح، توقع بعض اليهود أن يأتي المسيح من صلب داود لتأسيس مملكة يهودية حقيقية في القدس، بدلاً من المقاطعة اليهودية الرومانية. بينما تمسّك آخرون بابن الإنسان الذي هو شخصية من عالم آخر ستظهر ليحاكم البشر في نهاية الزمان. واعتقد البعض بفكرة مركّبة من كلا الاعتقادين، حيث ستستمر مملكة مسيحانية في هذا العالم لفترة محددة، يتبعها عصر آخر أو العالم القادم [الإنجليزية]. واعتقد البعض أن المسيح أتى بالفعل، ولكن لم يتم التعرف عليه بسبب خطايا إسرائيل؛ واعتقد آخرون أن سيسبقه من يُعلن عنه، ربما إيليا (كما وعد النبي ملاخي، الذي يُعد سفره الآن نهاية العهد القديم). ومع ذلك، لم يتنبأ أي اعتقاد حول المسيح استنادًا إلى العهد القديم بمسيح سيتألم ويموت من أجل خطايا جميع الناس. ولذا، تُعد قصة موت يسوع تحوّلًا عميقًا في الاعتقاد بعيدًا عن نصوص العهد القديم.
يعكس اسم "العهد القديم" فهم المسيحية لنفسها على أنها تحقيق لنبوءة إرميا عن العهد الجديد الذي يحل محل العهد القائم بين الله وإسرائيل. فبذلك، تحولت النظرة من الفهم اليهودي للعهد باعتباره تعهدًا قائمًا على أساس عنصري أو قبلي بين الإله والشعب اليهودي، إلى عهد بين الله وأي شخص مؤمن بالمسيح.

## الملاحظات
1. ↑  مثل أسفار صموئيل والملوك وأخبار الأيام وعزرا-نحميا وأسفار الأنبياء الاثني عشر الصغار
2. ↑  تعد مراجعة الأسقف تشالونر الصادرة عام 1749م، الطبعة التي يستخدمها العديد من الكاثوليك حاليًا، وهي مصدر التهجئة الكاثوليكية التقليدية باللغة الإنجليزية.
3. ↑  بشكل عام بسبب الاشتقاق من الترجمات الصوتية للأسماء المستخدمة في الفولغاتا اللاتينية في حالة الكاثوليكية، ومن الترجمات الصوتية للأسماء في الترجمة السبعينية اليونانية في حالة الأرثوذكس. (وليس باشتقاق الترجمات للأسماء المستخدمة من الترجمة الحرفية للأسماء العبرية) مثل "الجامعة" (في إنجيل دواي-ريمز) بدلاً من سيراخ (في السبعينية) أو ابن سيرا (بالعبرية)، و"باراليبومينون" (التي تعني باليونانية "الأشياء المحذوفة") بدلاً من سفر أخبار الأيام، و"صوفونياس" بدلاً من صفنيا، و"نوي" بدلاً من نوح، و"هينوخ" بدلاً من أخنوخ، و"مسياس" بدلاً من مسيح، و"زيون" بدلاً من صهيون، إلخ.
4. ↑  مثل الكتاب المقدس الأمريكي الجديد، وكتاب القدس المقدس، والترجمات المسكونية التي يستخدمها الكاثوليك، مثل النسخة الكاثوليكية المنقحة القياسية
5. ↑  مثل استخدام اسم سفر أخبار الأيام الأول بدلاً من باراليبومينون المستخدم في نسخة دواي، وأسماء سفر الملوك الأول والثاني، وسفر صموئيل الأول والثاني بدلاً من سفر الملوك الأول وحتى سفر الملوك الرابع.
6. ↑  تؤكد المقالات التسعة والثلاثون التأسيسية للأنجليكانية، في المادة السادسة، أن هذه الأسفار المتنازع عليها لا يجب أن تُستخدم "لتأسيس أي عقيدة"، بل "للقراءة كمثال حياتي". ورغم ذلك لا تزال أبوكريفا الكتاب المقدس تُستخدم في القداس الأنجليكاني، فإن الاتجاه الحديث هو عدم طباعة أبوكريفا العهد القديم في طبعات الأناجيل الأنجليكانية المستخدمة.[10] الاتجاه الحديث هو عدم طباعة أبوكريفا العهد القديم في طبعات الأناجيل الأنجليكانية المستخدمة.
7. ↑  تعد أسفار الكتاب المقدس العبري الـ 24 هي نفسها أسفار العهد القديم البروتستانتي الـ 39، فقط مقسمة ومرتبة بشكل مختلف: أسفار الأنبياء الصغار موجودة في الكتب المقدسة المسيحية اثني عشر سفرًا مختلفًا، وفي الكتاب العبرية، سفرًا واحدًا يسمى "الاثنا عشر". وبالمثل، تقسم الكتب المقدسة المسيحية أسفار الملوك إلى أربعة أسفار، إما صموئيل الأول والثاني والملوك الأول والثاني أو الملوك الأول إلى الرابع: يقسم الكتاب العبري هذه الأسفار إلى سفرين. وبالمثل يحتفظ اليهود بأخبار الأيام الأول والثاني في سفر واحد. كما يدمجون عزرا ونحميا في سفر واحد في الكتاب العبري، كما تفعل العديد من الكتب المقدسة الأرثوذكسية، بدلاً من تقسيمهما إلى سفرين، وفقًا للكتب القانونية الكاثوليكية والبروتستانتية.
8. 1 2 3 4 5 6 7 8 9 10 11  هذا السفر جزء من أسفار الكتابات، القسم الثالث من الكتاب العبري. يختلف ترتيب الكتاب العبري عن الكتاب المقدس المسيحي.
9. 1 2 3 4  أسفار صموئيل والملوك تسمى عادة من سفر الملوك الأول إلى سفر الملوك الرابع في النصوص الكاثوليكية، مثلما في الأرثوذكسية.
10. 1 2 3 4 5 6  الأسماء بين الأقواس هي الأسماء في الترجمة السبعينية، ويستخدمها عادةً في المسيحيون الأرثوذكس.
11. 1 2 3 4 5 6 7 8 9 10 11  أحد الأسفار القانونية الثانية في كتاب السنودس الروسي المقدس.
12. ↑  إسدراس 2 في كتاب السنودس الروسي المقدس.
13. 1 2  بعض الكنائس الأرثوذكسية الشرقية تتبع الترجمة السبعينية، والكتاب العبري في اعتبار أسفار عزرا نحميا سفرًا واحدًا.
14. ↑  إسدراس الأول في كتاب السنودس الروسي المقدس.
15. 1 2  يتضمن سفري إستير الكاثوليكي والأرثوذكسي على 103 آية ليست في سفر إستير البروتستانتي.
16. 1 2  تضع الفولغاتا اللاتينية وكتاب دواي-ريمز والنسخة القياسية الكاثوليكية المنقحة سفري المكابيين الأول والثاني بعد سفر ملاخي؛ بينما تضعهما الترجمات الكاثوليكية الأخرى بعد سفر إستير.
17. ↑  يفترض معظم العلماء أن سفر المكابيين الأول قد كتب في الأصل باللغة العبرية؛ ومع ذلك، إذا كان الأمر كذلك، فقد فقدت النسخة العبرية الأصلية. والنسخة السبعينية الباقية موجودة باللغة اليونانية.[11]
18. ↑  في الكتب المقدسة اليونانية، يتواجد سفر المكابيين الرابع في الملحق.
19. ↑  لدى الكنائس الأرثوذكسية الشرقية المزمور 151 وصلاة منسى، غير الموجودين في باقي الكتب القانونية.
20. ↑  جزء من باراليبومينون الثاني في كتاب السنودس الروسي المقدس.
21. 1 2  في الكتاب القانوني الكاثوليكي، يشمل سفر باروخ أصحاحًا سادسًا يسمى رسالة إرميا. لا يتواجد سفر باروخ في الكتاب القانوني البروتستانتي أو التناخ.
22. ↑  الكتب القانونية الأرثوذكسية الشرقية تتضمن سفر باروخ ورسالة إرميا منفصلين.
23. ↑  العبرية (رأي الأقلية)؛ انظر رسالة إرميا للتفاصيل.
24. 1 2  في الكتب القانونية الكاثوليكية والأرثوذكسية، يتضمن سفر دانيال ثلاث فقرات ليست في الكتب القانونية البروتستانتية. صلاة عزريا وترنيمة الأطفال تتواجد في سفر دانيال 3:23–24. سوزانا موجودة في دانيال 13. بعل والتنين موجودة في دانيال 14. هذه ليست غي العهد القديم البروتستانتي.
25. ↑  ظهرت أسطورة الطوفان الجلجماشية في نسخة بابلية يعود تاريخها إلى 700 ق.م.،[15] على الرغم من أن العديد من العلماء يعتقدون أن هذه ربما كانت منسوخة من قصة أترا هاسس الأكادية، والتي يعود تاريخها إلى القرن الثامن عشر قبل الميلاد.[16] وأشار جورج إلى أن النسخة الحديثة من ملحمة جلجامش جمعها سين-لقي-ونيني، الذي عاش في وقت ما بين 1300 و1000 ق.م.[17]
26. ↑  يقول بارتون: تعد مسألة العهد والفداء نقطة مركزية في العديد من نصوص العهد القديم، حيث أن الخالق يهوه هو أيضًا إلى حد ما إله إسرائيل الخاص، الذي دخل في مرحلة ما من التاريخ في علاقة مع شعبه الذي كان له شيء من طبيعة التعاقد. تقليديًا، أُبرم هذا العقد أو العهد في سيناء، وكان موسى وسيطًا فيه.[28]
27. ↑  ها أيام تأتي، يقول الرب، وأقطع مع بيت إسرائيل ومع بيت يهوذا عهدا جديدا.[59]

## وصلات خارجية
- Bible gateway، مؤرشف من الأصل في 2024-02-28. Full texts of the Old (and New) Testaments including the full Roman and Orthodox Catholic canons
- Early Jewish Writings، مؤرشف من الأصل في 2018-09-24، اطلع عليه بتاريخ 2018-09-29 – Tanakh
- "Old Testament"، Écritures، La feuille d'Olivier، مؤرشف من الأصل في 2010-12-07 Protestant Old Testament on a single page
- "Old Testament"، Reading Room، Canada: Tyndale Seminary، مؤرشف من الأصل في 2024-02-03. Extensive online Old Testament resources (including commentaries)
- Introduction to the Old Testament (Hebrew Bible)، Yale University، مؤرشف من الأصل في 2023-12-09
- "Old Testament". Encyclopedia.com. The Columbia Encyclopedia, 6th ed. مؤرشف من الأصل في 2024-01-28.
- Bible، X10 host، مؤرشف من الأصل في 2023-12-01: Old Testament stories and commentary
- Tanakh ML (parallel Bible)، مؤرشف من الأصل في 2024-02-03 – Biblia Hebraica Stuttgartensia and the King James Version